# Harry Kahne
Harry Kahne (Rhode Island, 4 maggio 1894 – Los Angeles, 24 febbraio 1955) è stato un illusionista statunitense.
Presentato al pubblico come "Il Mentalista Sensazionale", divenne famoso per la sua abilità nel multitasking: era infatti in grado di scrivere cinque parole contemporaneamente su altrettante lavagne, tenendo i gessetti con le mani, i piedi e la bocca; scrivere al contrario frasi scelte a caso da un libro e recitare poesie durante l'esecuzione di calcoli complessi.

## Biografia
Fu uno dei mentalisti più stimati e pagati della sua epoca, arrivando a farsi pagare la cifra di 1.000 dollari a settimana per le sue esibizioni al Palace Theatre di Londra. Durante i suoi spettacoli faceva uso delle reali capacità della sua mente, anziché affidarsi agli stratagemmi della prestigiazione, segretamente utilizzati dai mentalisti odierni.
Divenne uno dei più importanti performer del Vaudeville, esibendosi come principale attrazione fra gli eventi fieristici di maggior rilievo sia in Australia che in Inghilterra.
Nel 1950 fece la sua apparizione al The Jack Benny Program, trasmesso per l'occasione al Palladium di Londra.

## Opere
- The Multiple Mentality Course - trattato che insegna ad allenare la mente con degli esercizi di multitasking[4]

## Citazioni e omaggi
Nel 2015, durante il Campionato Italiano di Mentalismo, Vanni De Luca si aggiudica il titolo di migliore mentalista d'Italia con un numero che trae ispirazione dai prodigi di Kahne: ha risolto contemporaneamente un Cubo di Rubik, un Quadrato Magico e un Percorso del cavallo, recitando a memoria la Divina Commedia partendo da qualsiasi parola scelta dal pubblico. Ricky Jay, che lo descrisse nel suo libro Learned Pigs and Fireproof Women, gli rese omaggio nel suo spettacolo On the Stem diretto da David Mamet, risolvendo contemporaneamente alcune attività mentali.